# Nolima victor
Nolima victor is een insect uit de familie van de Mantispidae, die tot de orde netvleugeligen (Neuroptera) behoort. 
Nolima victor is voor het eerst wetenschappelijk beschreven door Navás in 1914.